# Fórmules Frenet-Serret

Una corba espacial; els vectors T, N i B ; i el pla osculador abastat per T i N

En geometria diferencial, les fórmules de Frenet-Serret descriuen les propietats cinemàtiques d'una partícula que es mou al llarg d'una corba diferenciable en l'espai euclidià tridimensional. {\displaystyle \mathbb {R} ^{3}}, o les propietats geomètriques de la corba, independentment de qualsevol moviment. Més concretament, les fórmules descriuen les derivades dels anomenats vectors unitaris tangents, normals i binormals entre si. Les fórmules reben el nom dels dos matemàtics francesos que les van descobrir de manera independent: Jean Frédéric Frenet, en la seva tesi de 1847, i Joseph Alfred Serret, el 1851. La notació vectorial i l'àlgebra lineal que s'utilitzen actualment per escriure aquestes fórmules encara no estaven disponibles en el moment del seu descobriment.
Els vectors unitaris tangents, normals i binormals, sovint anomenats T, N i B, o col·lectivament el marc Frenet-Serret (quadre TNB o base TNB), junts formen una base ortonormal que abasta {\displaystyle \mathbb {R} ^{3}} i es defineixen de la següent manera:
- T és el vector unitari tangent a la corba, apuntant en la direcció del moviment.
- N és el vector unitari normal, la derivada de T respecte al paràmetre de la longitud de l'arc de la corba, dividit per la seva longitud.
- B és el vector unitari binormal, el producte creuat de T i N.

Les fórmules de Frenet-Serret són:
{\displaystyle {\begin{aligned}{\frac {\mathrm {d} \mathbf {T} }{\mathrm {d} s}}&=\kappa \mathbf {N} ,\\{\frac {\mathrm {d} \mathbf {N} }{\mathrm {d} s}}&=-\kappa \mathbf {T} +\tau \mathbf {B} ,\\{\frac {\mathrm {d} \mathbf {B} }{\mathrm {d} s}}&=-\tau \mathbf {N} ,\end{aligned}}}
on d / ds és la derivada respecte a la longitud de l'arc, κ és la curvatura i τ és la torsió de la corba espacial. (Intuïtivament, la curvatura mesura la fallada d'una corba per ser una línia recta, mentre que la torsió mesura la fallada d'una corba per ser plana.) La base TNB combinada amb els dos escalars, κ i τ, s'anomena col·lectivament l'aparell de Frenet-Serret.

## Definicions
Sigui r(t) una corba en l'espai euclidià, que representa el vector de posició de la partícula en funció del temps. Les fórmules Frenet-Serret s'apliquen a corbes que no són degenerades, la qual cosa significa aproximadament que tenen una curvatura diferent de zero. Més formalment, en aquesta situació cal que el vector velocitat r′(t) i el vector acceleració r′′(t) no siguin proporcionals.
Sigui s(t) la longitud de l'arc que la partícula s'ha mogut al llarg de la corba en el temps t. La quantitat s s'utilitza per donar a la corba traçada per la trajectòria de la partícula una parametrització natural per longitud d'arc (és a dir, parametrització de la longitud de l'arc ), ja que molts camins de partícules diferents poden traçar la mateixa corba geomètrica travessant-la a diferents velocitats. En detall, s ve donada per
{\displaystyle s(t)=\int _{0}^{t}\left\|\mathbf {r} '(\sigma )\right\|d\sigma .}
A més, com que hem assumit que r ′ ≠ 0, es dedueix que s(t) és una funció creixent estrictament monòtona. Per tant, és possible resoldre per a t en funció de s i, per tant, escriure r(s) = r(t(s)). Així, la corba es parametritza d'una manera preferida per la seva longitud d'arc.

El marc Frenet-Serret es mou al llarg d'una hèlix. La T està representada per la fletxa blava, N està representada per la fletxa vermella mentre que B està representada per la fletxa negra.

Amb una corba no degenerada r ( s ), parametritzada per la seva longitud d'arc, ara és possible definir la trama Frenet-Serret (o trama TNB):
- El vector unitari tangent T es defineix com
- El vector unitari normal N es defineix com de la qual es dedueix, com que T sempre té magnitud unitat, que N (el canvi de T ) és sempre perpendicular a T, ja que no hi ha cap canvi de longitud de T. Tingueu en compte que anomenant curvatura obtenim automàticament la primera relació.

- El vector unitari binormal B es defineix com el producte creuat de T i N : {\displaystyle \mathbf {B} :=\mathbf {T} \times \mathbf {N} ,}

de la qual es dedueix que B sempre és perpendicular tant a T com a N. Així, els tres vectors unitaris T, N i B són tots perpendiculars entre si.
Les fórmules de Frenet-Serret són:
{\displaystyle {\begin{aligned}{\frac {\mathrm {d} \mathbf {T} }{\mathrm {d} s}}&=\kappa \mathbf {N} ,\\{\frac {\mathrm {d} \mathbf {N} }{\mathrm {d} s}}&=-\kappa \mathbf {T} +\tau \mathbf {B} ,\\{\frac {\mathrm {d} \mathbf {B} }{\mathrm {d} s}}&=-\tau \mathbf {N} ,\end{aligned}}}
on {\displaystyle \kappa } és la curvatura i {\displaystyle \tau } és la torsió.
Les fórmules de Frenet–Serret també es coneixen com a teorema de Frenet–Serret, i es poden enunciar de manera més concisa utilitzant la notació matricial:
{\displaystyle {\begin{bmatrix}\mathbf {T'} \\\mathbf {N'} \\\mathbf {B'} \end{bmatrix}}={\begin{bmatrix}0&\kappa &0\\-\kappa &0&\tau \\0&-\tau &0\end{bmatrix}}{\begin{bmatrix}\mathbf {T} \\\mathbf {N} \\\mathbf {B} \end{bmatrix}}.}
Aquesta matriu és antisimètrica.

## Aplicacions i interpretació

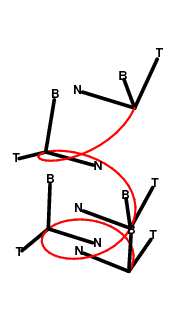
El marc Frenet-Serret es mou al llarg d'una hèlix a l'espai

### Cinemàtica del quadre
El marc Frenet-Serret format per la tangent T, N normal i B binormal forma col·lectivament una base ortonormal d'espai 3. En cada punt de la corba, s'adjunta un marc de referència o sistema de coordenades rectilini (vegeu imatge).
Les fórmules Frenet-Serret admeten una interpretació cinemàtica. Imagineu que un observador es mou al llarg de la corba en el temps, utilitzant el marc adjunt a cada punt com a sistema de coordenades. Les fórmules de Frenet-Serret volen dir que aquest sistema de coordenades gira constantment a mesura que un observador es mou al llarg de la corba. Per tant, aquest sistema de coordenades és sempre no inercial. El moment angular del sistema de coordenades de l'observador és proporcional al vector Darboux del marc.

S'observa que una part superior l'eix de la qual està situat al llarg del binormal gira amb velocitat angular κ. Si l'eix està al llarg de la tangent, s'observa que gira amb velocitat angular τ.

Concretament, suposem que l'observador porta una part superior (o giroscopi) (inercial) amb ells al llarg de la corba. Si l'eix de la part superior apunta al llarg de la tangent a la corba, llavors s'observarà que gira al voltant del seu eix amb velocitat angular -τ en relació amb el sistema de coordenades no inercial de l'observador. Si, en canvi, l'eix de la part superior apunta en la direcció binormal, llavors s'observa que gira amb velocitat angular -κ. Això es visualitza fàcilment en el cas en què la curvatura és una constant positiva i la torsió s'esvaeix. L'observador es troba llavors en moviment circular uniforme. Si la part superior apunta en la direcció del binormal, llavors per conservació del moment angular ha de girar en la direcció oposada al moviment circular. En el cas límit quan la curvatura s'esvaeix, els precessos normals de l'observador sobre el vector tangent, i de la mateixa manera la part superior girarà en la direcció oposada a aquesta precessió.
El cas general es mostra a continuació. Hi ha més il·lustracions a Wikimedia.

### Aplicacions
La cinemàtica del marc té moltes aplicacions en les ciències.
- A les ciències de la vida, particularment en models de moviment microbià, s'han utilitzat consideracions del marc Frenet-Serret per explicar el mecanisme pel qual un organisme en moviment en un medi viscós canvia la seva direcció.
- En física, el marc Frenet-Serret és útil quan és impossible o inconvenient assignar un sistema de coordenades naturals per a una trajectòria. Aquest és el cas sovint, per exemple, en la teoria de la relativitat. Dins d'aquest entorn, els marcs Frenet-Serret s'han utilitzat per modelar la precessió d'un giroscopi en un pou gravitatori.